# Michael Edwards
Michael Thomas Edwards, mer känd som "Eddie the Eagle", född 5 december 1963 i Cheltenham i Gloucestershire, är en före detta brittisk backhoppare. 
Han var den förste att representera Storbritannien i olympisk backhoppning sedan 1928, vilket skedde vid de olympiska vinterspelen 1988 i Calgary. Trots att Edwards satte nytt brittiskt rekord med 73,5 m kom han sist i både 70- och 90-meters backen. Rekordet stod sig fram till 1994 då det slogs av James Lambert med ett hopp på 81 m. År 2009 satte Lambert nytt rekord med 93 m.

## Karriär
Edwards blev känd för allmänheten som ett resultat av sin speciella stil och dåliga resultat. Internationella olympiska kommittén och övriga backhoppare var dock inte roade. Dessa tyckte att han skämde ut sporten, vilket ledde till en regeländring, som kom att kallas "Eddie the Eagle-regeln". Regeln innebär att olympiska deltagare måste ha deltagit i internationella tävlingar och i dessa placera sig bland de 30 bästa procenten eller vara bland de 50 bäst rankade i världen. Det omöjliggjorde i praktiken att andra kunde ställa upp i olympiska spelen med så svaga meriter som Edwards hade. Edwards misslyckades också att kvalificera sig till båda nästföljande OS 1992 i Albertville respektive Lillehammer 1994.
Edwards fick 5-års sponsring från Eagle Airlines, ett litet brittiskt charterbolag, som stöd för att kvala in till OS 1998 i Nagano, men misslyckades.

## Biografisk film
År 2016 hade långfilmen Eddie the Eagle biopremiär. Filmen handlar om Michael Edwards liv och i filmen gestaltas han av Taron Egerton. Edwards tränare spelas av Hugh Jackman.